# اپل تی‌وی پلاس
اَپِل تی‌وی پلاس (به انگلیسی: Apple TV+) یک سرویس رسانهٔ جاری فیلم و سریال توسط اپل است، که از ۱ نوامبر ۲۰۱۹ آغاز به کار کرد.

## رونمایی
تی‌وی پلاس در سال ۲۰۱۹ و طی مراسم ویژه‌ای که در روز ۲۵ مارس در تئاتر استیو جابز برگزار شد، رونمایی شد. بازیگران و کارگردانان مشهوری از جمله جنیفر آنیستون، اپرا وینفری، استیون اسپیلبرگ، سلنا گومز، جی جی آبرامز، هیلی استاینفیلد، جیسون موموآ، کریس ایوانز، ریس ویترسپون، اسیتو کرل، بری لارسون، آرون پال، اکتاویا اسپنسر، کمیل نانجیانی، تام هالند و برادران روسو با این سرویس همکاری داشته‌اند.

## برخی از محصولات

### سریال‌ها
| سال  | عنوان                                       | ستارگان                                                                                             | تاریخ انتشار   |
| ---- | ------------------------------------------- | --------------------------------------------------------------------------------------------------- | -------------- |
| ۲۰۱۹ | دیکینسون                                    | هیلی استاینفیلد                                                                                     | ۱ نوامبر ۲۰۱۹  |
| ۲۰۱۹ | برنامه صبحگاهی                              | جنیفر آنیستون، ریس ویترسپون و اسیتو کارل                                                            | ۱ نوامبر ۲۰۱۹  |
| ۲۰۱۹ | دیدن                                        | جیسون موموآ                                                                                         | ۱ نوامبر ۲۰۱۹  |
| ۲۰۱۹ | برای تمام بشریت (مجموعه تلویزیونی)          | یوئل کینامان و سارا جونز                                                                            | ۱ نوامبر ۲۰۱۹  |
| ۲۰۱۹ | خدمتکار                                     | روپرت گرینت                                                                                         | ۲۸ نوامبر ۲۰۱۹ |
| ۲۰۱۹ | حقیقت گفته می‌شود                            | اکتاویا اسپنسر، آرون پال و لیزی کاپلان                                                              | ۶ دسامبر ۲۰۱۹  |
| ۲۰۲۰ | داستان‌های شگفت‌انگیز (مجموعه تلویزیونی ۲۰۲۰) | | ۶ آوریل ۲۰۲۰   |
| ۲۰۲۰ | دفاع از جیکوب                               | کریس ایوانز، جیدن مارتل و میشل داکری                                                                | ۲۴ آوریل ۲۰۲۰  |
| ۲۰۲۰ | تهران                                       | نیو سلطان و شان توب                                                                                 | ۲۲ ژوئن ۲۰۲۰   |
| ۲۰۲۰ | تد لسو                                      | جیسون سودیکیس و هانا وادینگهام و جرمی سوئیفت                                                        | ۱۴ اوت ۲۰۲۰    |
| ۲۰۲۱ | هجوم                                        | سم نیل و گلشیفته فراهانی و کوتسونا شیئوری                                                           | ۲۲ اکتبر ۲۰۲۱  |
| ۲۰۲۲ | جداسازی                                     | آدام اسکات ، بریت لاور                                                                              | ۱۸ فوریه ۲۰۲۲  |
| ۲۰۲۳ | سیلو                                        | ربکا فرگوسن رشیدا جونز، دیوید اویلوو، کامن، تیم رابینز، هریت والتر، اوی نش، ریک گومز، و چینازا اوچه | ۵ می ۲۰۲۳      |

### فیلم‌ها

#### فیلم بلند
| نام                                | ژانر                                  | انتشار            |
| ---------------------------------- | ------------------------------------- | ----------------- |
| هالا                               | بلوغ                                  | December ۶ ۲۰۱۹   |
| بانکدار                            | درام                                  | March ۲۰ ۲۰۲۰     |
| سگ تازی                            | جنگی                                  | July ۱۰ ۲۰۲۰      |
| نوشیدنی با یخ                      | کمدی-درام                             | October ۲۳ ۲۰۲۰   |
| ولف واکرز                          | پویانمایی فانتزی                      | December ۱۱ ۲۰۲۰  |
| چری                                | جنایی                                 | March ۱۲ ۲۰۲۱     |
| کودا                               | بلوغ                                  | August ۱۳ ۲۰۲۱    |
| فینچ                               | علمی تخیلی                            | November ۵ ۲۰۲۱   |
| آواز قو                            | درام                                  | December ۱۷ ۲۰۲۱  |
| تراژدی مکبث                        | درام تاریخی دلهره‌آور                  | January ۱۴ ۲۰۲۲   |
| شانس                               | پویانمایی فانتزی                      | August ۵ ۲۰۲۲     |
| بزرگ‌ترین سفر تمام زمان‌ها برای آبجو | درام                                  | September ۳۰ ۲۰۲۲ |
| گذرگاه                             | درام                                  | November 4, 2022  |
| اسپریتد                            | موزیکال                               | November 18, 2022 |
| رهاسازی                            | درام تاریخی دلهره‌آور                  | December ۹, ۲۰۲۲  |
| زیرک‌تر                             | فیلم دلهره‌آور                         | February 17, 2023 |
| تتریس                              | فیلم زندگی‌نامه‌ای                      | March 31, 2023    |
| روح‌شده                             | فیلم عاشقانه فیلم اکشن فیلم ماجراجویی | April 21, 2023    |
| Awaiting release                   |                                       |                   |
| قاتلان ماه کامل                    | Western فیلم جنایی                    | October 6, 2023   |
| ناپلئون                            | فیلم حماسی درام تاریخی                | November 22, 2023 |

#### فیلم مستند
| نام                          | انتشار           | مدت‌زمان          |
| ---------------------------- | ---------------- | ---------------- |
| بیلی آیلیش: جهان کمی تار است | February ۲۶ ۲۰۲۱ | ۲ ساعت, ۲۰ دقیقه |
| ولوت آندرگراوند              | October ۱۵ ۲۰۲۱  | ۲ ساعت           |

#### ویژه ها
| نام                          | ژانر                 | انتشار           | مدت زمان |
| ---------------------------- | -------------------- | ---------------- | -------- |
| ویژه کریسمس جادویی ماریا کری | Holiday special      | December ۴ ۲۰۲۰  | 43 min.  |
| پسرک، موش‌کور، روباه و اسب    | پویانمایی فیلم کوتاه | December ۲۵ ۲۰۲۲ | 34 min.  |

#### فیلم بلند پخش در آینده
| نام        | ژانر                   | انتشار | وضعیت    |
| ---------- | ---------------------- | ------ | -------- |
| قاتلان ماه | Western فیلم جنایی     | 2023   | پس تولید |
| آرگایل     | فیلم جاسوسی            | 2023   | پس تولید |
| ناپلئون    | فیلم حماسی درام تاریخی | 2023   | پس تولید |